# Tullio Lanese
Tullio Lanese (Messina, 10 gennaio 1947 – Messina, 1º marzo 2025) è stato un arbitro di calcio italiano, presidente dell'AIA dal 2000 al 2006.

## Biografia

### Arbitro
Nato a Messina da una famiglia di origini molisane, è stato per anni uno dei più celebri fischietti del campionato di calcio italiano. Dal 1986 al 1992 ha ricoperto la qualifica di arbitro internazionale, dirigendo in totale 38 incontri, comprese alcune partite della fase finale del campionato mondiale di calcio 1990: Brasile-Svezia 2-1 a Torino, Uruguay-Corea del Sud 1-0 a Udine, l'ottavo di finale a Napoli Camerun-Colombia (2-1 dopo i tempi supplementari). Era anche tra i papabili per la finale dell'8 luglio fra Germania e Argentina (1-0), ma alla fine fu designato il messicano Codesal Méndez.
Ha diretto, inoltre, alle Olimpiadi di Seoul nel 1988 la partita tra i padroni di casa della Corea del Sud e i futuri campioni olimpici dell'URSS, terminata a reti bianche, ai mondiali FIFA under 20 del 1989 in Arabia Saudita e la semifinale del campionato europeo di calcio 1992 Svezia-Germania (2-3). Ebbe la soddisfazione di dirigere a Bari la finale di Coppa dei Campioni 1990-1991 Stella Rossa-Olympique Marsiglia.
In ambito nazionale, tra il 1978 e il 1992 ha diretto 159 partite di Serie A, tra cui numerose "classiche" del campionato: tre Juventus-Inter, un derby di Milano, un Juventus-Milan, due Inter-Roma, 3 Milan-Roma, due derby della Lanterna e lo spareggio per l'accesso in Coppa UEFA 1987-1988 Milan-Sampdoria.
Ha diretto anche due finali di Coppa Italia (1985-1986 e 1988-1989), e la finale di Supercoppa italiana del 1991.

### Dirigente
Dopo aver ricoperto dal 1994 al 1998 il ruolo di designatore degli arbitri di serie C, è stato Presidente dell'AIA, dall'11 novembre 2000 al 14 maggio 2006. È stata la sua una presidenza storica, la prima dopo la riforma democratica che da allora in poi avrebbe previsto l’elezione del vertice dell’AIA e non più la nomina da parte degli organi federali. Fino al 2006 è stato osservatore degli arbitri UEFA.

#### Lo scandalo di Calciopoli
Per effetto dello scandalo del calcio italiano del 2006, si dimette dalla carica di Presidente dell'AIA: al termine del processo sportivo è condannato dalla Corte Federale all'inibizione per 2 anni e 6 mesi, pena poi ridotta dalla Camera di Conciliazione e Arbitrato del CONI ad 1 anno, e sostituito alla Presidenza da Luigi Agnolin, in qualità di Commissario straordinario.
Per quanto invece concerne l'inchiesta sotto il profilo penale, la Procura di Napoli chiede il rinvio a giudizio di Lanese per il reato di associazione a delinquere finalizzata alla frode sportiva, e il processo si conclude in primo grado con la condanna a 2 anni di reclusione.
Il 5 dicembre 2012 la IV sezione della Corte d'appello di Napoli ribalta la sentenza di primo grado, assolvendolo.
Il 17 ottobre 2012 la Corte dei Conti condanna Lanese, insieme agli arbitri coinvolti nello scandalo, a risarcire la Federcalcio con l'accusa di danno all'immagine. L'ex arbitro dovrà versare 500 000 euro.
Il 24 marzo 2015 in Cassazione viene dichiarato inammissibile il ricorso della Procura contro la sua assoluzione.

### Politica
Nel 2008 viene candidato dall'UDC alle elezioni regionali in Sicilia. Ottiene 2669 voti ma non è tra gli eletti.

### Morte
Lanese muore a Messina il 1º marzo 2025, dopo una lunga malattia, all’età di 78 anni.